# Stefan Strauch
Stefan Strauch (* 22. Mai 1974 in Rostock) ist ein ehemaliger deutscher Handballspieler.

## Karriere
Der 1,94 m große Kreisläufer spielte ab der Saison 1980/81 beim HC Empor Rostock und wechselte 1999 zum VfL Hameln. Zur Saison 2001/02 schloss er sich dem Stralsunder HV an. Im Jahre 2003 erkrankte Strauch am Guillain-Barré-Syndrom, wodurch er ein halbes Jahr pausieren musste. Nach der Saison 2005 kehrte er zum HC Empor Rostock zurück. Zur Saison 2006/07 wechselte er zur HSG Varel. Ab 2007 spielte Strauch beim Doberaner SV, wo er 2010 seine Karriere beendete.

## Privates
Er ist der Sohn einer Handballerfamilie. Sein Vater Heinz Strauch war DDR-Handballspieler und deutscher Handballnationaltrainer, seine Mutter Brigitte war DDR-Handballnationaltorhüterin sowie seine Schwester Katrin Strauch und sein älterer Bruder Tilo Strauch spielten Handball, letzterer auch als DDR-Nationalspieler.